# アレクセイ・チェルヌイショフ
アレクセイ・アンドレーエヴィチ・チェルヌイショフ（ロシア語: Алексей Андреевич Чернышёв、ラテン文字表記の例：Aleksei Andreyevich Chernyshyov、1939年3月29日 - ）は、ソビエト連邦およびロシアの農業専門家、共産党官僚（アパラチキ）、政治家。ロシア連邦議会下院国家会議議員を経て、1999年12月29日から2010年6月15日まで、オレンブルク州知事。オレンブルク州ノヴォセルギエフスキー地区リュビキノ村出身。ロシア農業党所属。

## 経歴・人物
1957年オレンブルク農業技術学校を卒業する。1962年オレンブルク農業大学を卒業する。1962年オレンブルク州国営農場（ソフホーズ）修理店「ソビエト」の店長となる。1965年アクブラクス農業製造管理主任技師。1973年3月共産党専従となり、アクブラクス地区委員会第一書記に就任する。1978年から1982年までオレンブルク州農業部長、農工委員会（アグロプロマ）第一副議長を経て、1983年オレンブルク州党委員会ビューロー局員に選出され、1991年までオレンブルク州第二書記。この間、1987年ソ連共産党中央委員会付属社会科学アカデミーを修了する。1990年ロシア共和国人民代議員、最高会議共和国院代議員に選出される。院内では社会開発農村農業食糧委員会委員長、会派「農業同盟」および保守派ブロック「ロシアの統一」に所属した。1993年モスクワ騒乱事件の後、ロシア連邦農業次官に任命される。1993年ロシア連邦議会選挙に立候補し下院議員に当選する。下院では農業委員会に所属した。1995年ロシア下院選挙で再選される。院内では農業議員グループに所属、農業委員長も務めた。
1999年オレンブルク州知事選挙に立候補し、決選投票では53パーセントを獲得して当選した。知事就任に伴い上院連邦会議議員に選出され、農業政策委員会に所属した。
2002年からロシア農業運動中央委員会幹部会書記。
2003年12月7日オレンブルク州知事に63.46パーセントを得票して再選される。
2005年6月15日、地方首長の公選制が廃止され、大統領の任命制に移行したことから、プーチン大統領によって任命されオレンブルク州議会が改めて承認した。
2010年6月15日知事を退任した。
2010年6月17日、後任のユーリー・ベルク知事は、チェルヌイショフを連邦会議オルレンブルク州代表に指名することを検討することを発表した。
農業専門家としては、農業政策に関する100以上提言を発表している。